# 佐賀藩

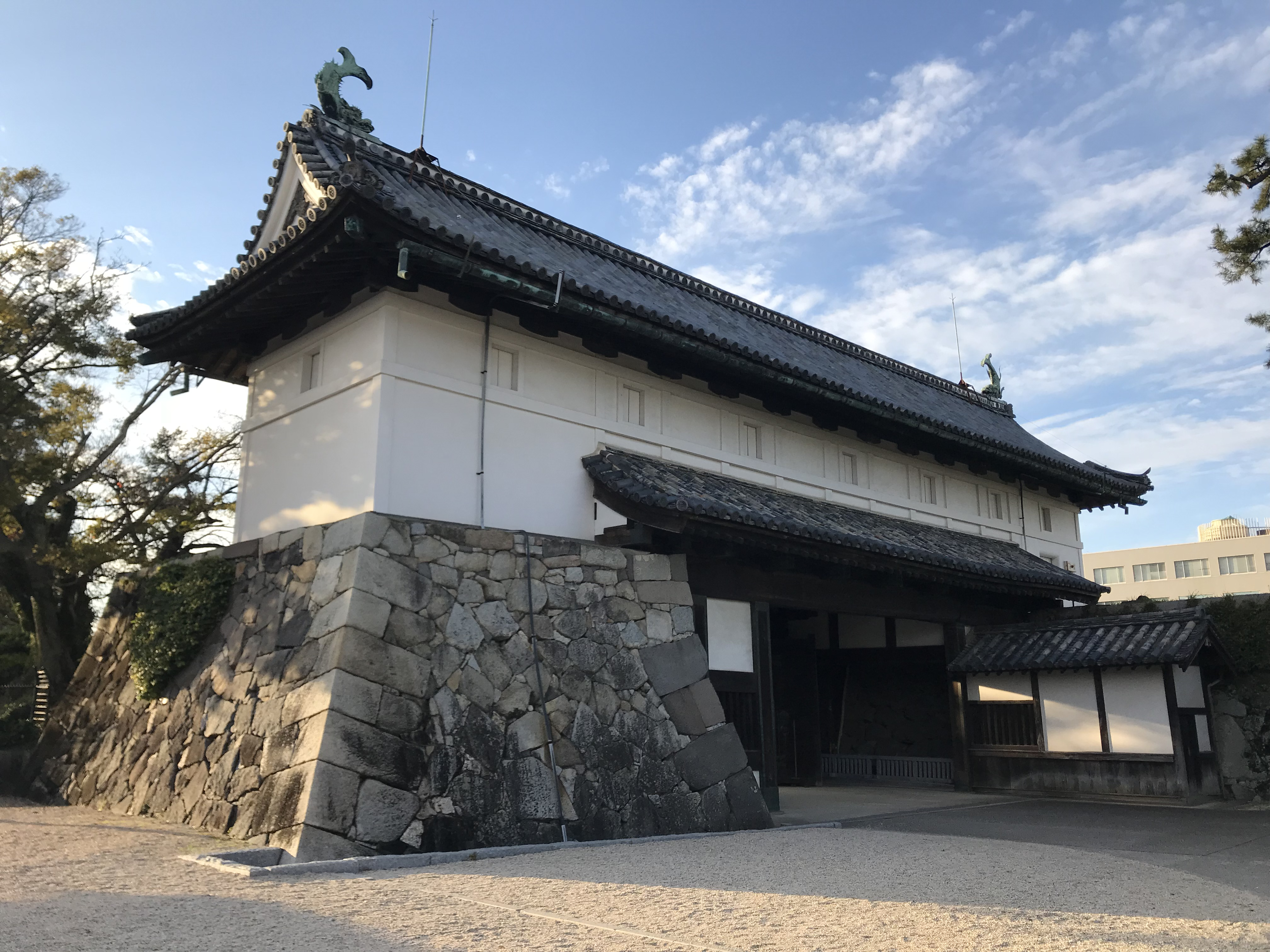
佐賀城の鯱の門

佐賀藩（さがはん）は、肥前国佐賀郡にあった外様藩。肥前藩（ひぜんはん）ともいう。鍋島家が藩主であったことから鍋島藩（なべしまはん）と呼ばれることもある。明治維新を推進した薩長土肥のひとつである。現在の佐賀県、長崎県の一部にあたる。藩庁は佐賀城（現在の佐賀市）に置いた。
藩主ははじめ龍造寺家、後に鍋島家。支藩として蓮池藩、小城藩、鹿島藩があった。

## 概要
肥前国佐賀郡にあった佐賀城（佐賀市）を鍋島氏が居城とした。石高は35万7千石。

## 藩史
鍋島家は龍造寺の家臣であったが、龍造寺隆信の戦死後、義弟である鍋島直茂が領地を継承して成立した。藩の成立後もしばしば残存する龍造寺分家との対立がおきた（鍋島騒動)。この対立の構図から生まれたのが「佐賀化け猫騒動」という話である。

### 佐賀藩成立

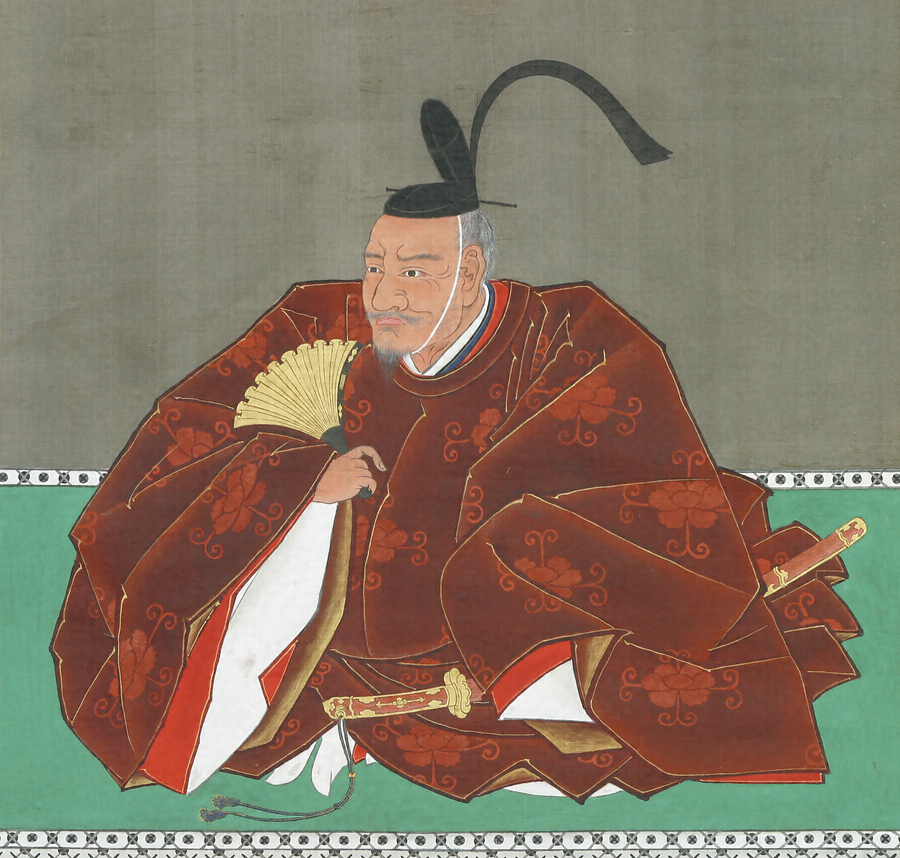
藩祖・鍋島直茂

天正12年（1584年）、龍造寺隆信は島原半島において島津氏・有馬氏の連合軍との戦いである沖田畷の戦いで敗死した。その遺児である政家の補佐役として実権を握ったのが、重臣の一人であった鍋島直茂である。天正18年（1590年）には政家を廃してその子の高房を擁立、直茂はその後見人として豊臣秀吉より認められた。以後、鍋島家は主家を圧倒することとなる。文禄・慶長の役、秀吉死後の関ヶ原の戦いにおいても直茂が大将として参戦した。関ヶ原では西軍に与したが、同じ西軍の立花宗茂を攻略することで徳川家康より所領を安堵された。
慶長12年（1607年）、江戸において高房が急死した。これには、鍋島家に実権を握られて憤慨し失望した高房が、妻を殺害し自らも死のうとしたが果たせず、そのときの傷がもとでのちに亡くなった、という説がある。高房の死後わずか1か月後には、肥前に隠居していた父・政家も急死した。高房には遺児の伯庵、実弟の信清（のちの村田安良）・主膳がいたが、直茂の命で伯庵が出家するなどして龍造寺本家が事実上絶え、隆信と義兄弟の関係にあった直茂が、嫡男の勝茂に龍造寺家の家督を引き継がせる形で佐賀藩35万7千石を手にし、名実ともに大名となった。政家の遺領は信清が継ぎ、佐賀藩では龍造寺本家として扱われたが、慶長13年（1608年）4月4日付けで直茂・勝茂に忠誠を誓う起請文を提出し、鍋島家による領国支配が確立した。
慶長18年（1613年）、幕府より勝茂に領地安堵の沙汰が出たことで、ようやく安泰をみた。
徳川将軍家は、勝茂の嫡子忠直以降の歴代藩主に、松平の名字と将軍実名一字を授与した。

### 江戸時代の佐賀藩
佐賀藩は35万7千石の大封でありながらその実情は、3支藩（蓮池、小城、鹿島）・鍋島4庶流家（白石、川久保、村田、久保田）と龍造寺4分家（多久、武雄、諫早、須古）の各自治領があったため、藩主の実質知行高は6万石程度であった。龍造寺家の支配体制を引き継いだため、龍造寺一族の所領もそのまま安堵する必要があったのである。このため、幕府への普請役への出費などを理由に、家臣の領地3割を返上させる「三部上地」を2度（慶長16年（1611年）、元和7年（1621年））実施し、直轄領拡大を行っている。1度目は全家臣、2度目は龍造寺4分家が対象となった。また、龍造寺4分家に差し出させた知行を支藩に割り当てたり、龍造寺4分家に養子を送り込むなどして、徐々に藩全体の鍋島化を図っていった。
当初は、鍋島家の一族鍋島生三、鍋島家の外戚家門である石井家の鍋島（石井）茂里らが藩政を主導していたが、のちに多久、諫早、武雄、須古の龍造寺4家が藩政の実権を握ってゆく。これは、藩政を龍造寺4家に担当させる一方、財政面の責任も取らせようとした「勝茂の真に巧妙な統治策」の結果であるという。寛永11年（1634年）、高房の遺児・伯庵が幕府に龍造寺家再興を訴え、その後もたびたび訴訟を起こしたが、佐賀藩の大勢は鍋島家の支配を支持しており、幕府も伯庵の訴えを取り上げることはなかった。
2代・光茂に仕えた山本常朝の口述を著した「武士道とは死ぬことと見つけたり」で知られる『葉隠聞書』は、後の佐賀藩の精神的支柱となった。
佐賀藩は長崎に程近いため寛永18年に江戸幕府より、参勤交代の江戸在府期間を通常の2年のうち1年から、2年のうち約3か月に免じる代わりに、福岡藩と1年交代で、幕府領である長崎の警備を命じられ、その負担は代々藩財政に重くのしかかった。文化5年（1808年）、ナポレオン戦争により、イギリスのフリゲート艦が長崎へ侵入してオランダ商館の引渡しを要求するフェートン号事件が起こったが、佐賀藩は無断で警備人員を減らしていたため必要な対策がとれず、その不手際を幕府から叱責される。また1828年のシーボルト台風で死者1万人弱の被害を出し、財政が破綻寸前に陥るなど、藩をとりまく状況は悪化した。
10代藩主・直正（閑叟）以降、藩政改革や西洋技術の摂取に努めた。特に大がかりなリストラを行い、役人を5分の2に削減、農民の保護育成、陶器・茶・石炭などの産業育成・交易に力を注ぎ、藩財政は潤った。

### 幕末維新期の佐賀藩

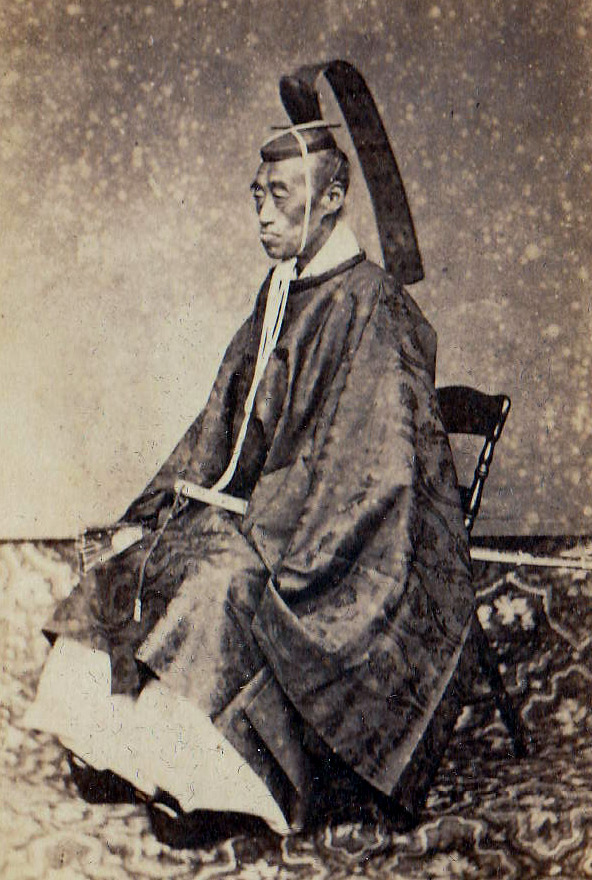
第10代藩主・鍋島直正（閑叟）

鍋島直正は精錬方という科学技術の研究機関を創設し、鉄鋼、加工技術、大砲、蒸気機関、電信、ガラスなどの研究・開発・生産を行い、幕末期における最も近代化された藩の一つとなった。長崎警備を共にしていた福岡藩と共にいち早く牛痘ワクチンを輸入し、嫡子直大に種痘を施すことで普及に努め、当時は不治の病であった天然痘根絶を成し遂げる先駆けになった（ちなみに秋月藩の藩医である緒方春朔が、ジェンナーの牛痘法成功にさかのぼること6年前に秋月の大庄屋・天野甚左衛門の子供たちに人痘種痘法を施し成功させている）。嘉永2年（1849年）に日本最初の製鉄所を完成させた。黒船来航の前年にあたる1852年には、築地反射炉を本格的に稼動させる。黒船来航の半年前、プチャーチン率いるロシアの使節団が長崎に寄港し、模型蒸気機関車を披露する。この公開から得た情報を元に、精錬方のトップエンジニアである石黒寛次、中村奇輔、田中久重らが蒸気機関車と蒸気船の製造を試み、成功している（蒸気機関車模型は現在鉄道記念物に制定されている）。1853年に幕府が大船建造の禁を緩和すると、オランダに軍艦を発注した。また、領内に三重津海軍所を設置して、安政年間には西洋式蒸気船の建造計画をたて、慶応元年（1865年）には日本最初の実用蒸気船「凌風丸」を進水させ、有明海内の要人輸送に活用している。1855年に長崎海軍伝習所が作られると、学生を派遣した。慶応2年（1866年）には当時の最新兵器であるアームストロング砲をほぼ自力で完成させたと称し、藩の洋式軍に配備した。アームストロング砲製造の事実については異論があるが、アームストロング砲の製造の成功に言及しているのは、からくり儀右衛門こと田中久重であるため全く根拠がない訳ではない（アームストロング砲参照）。その他、四斤砲の製造と実用化に成功し、後に品川台場に施された砲台にも利用された。

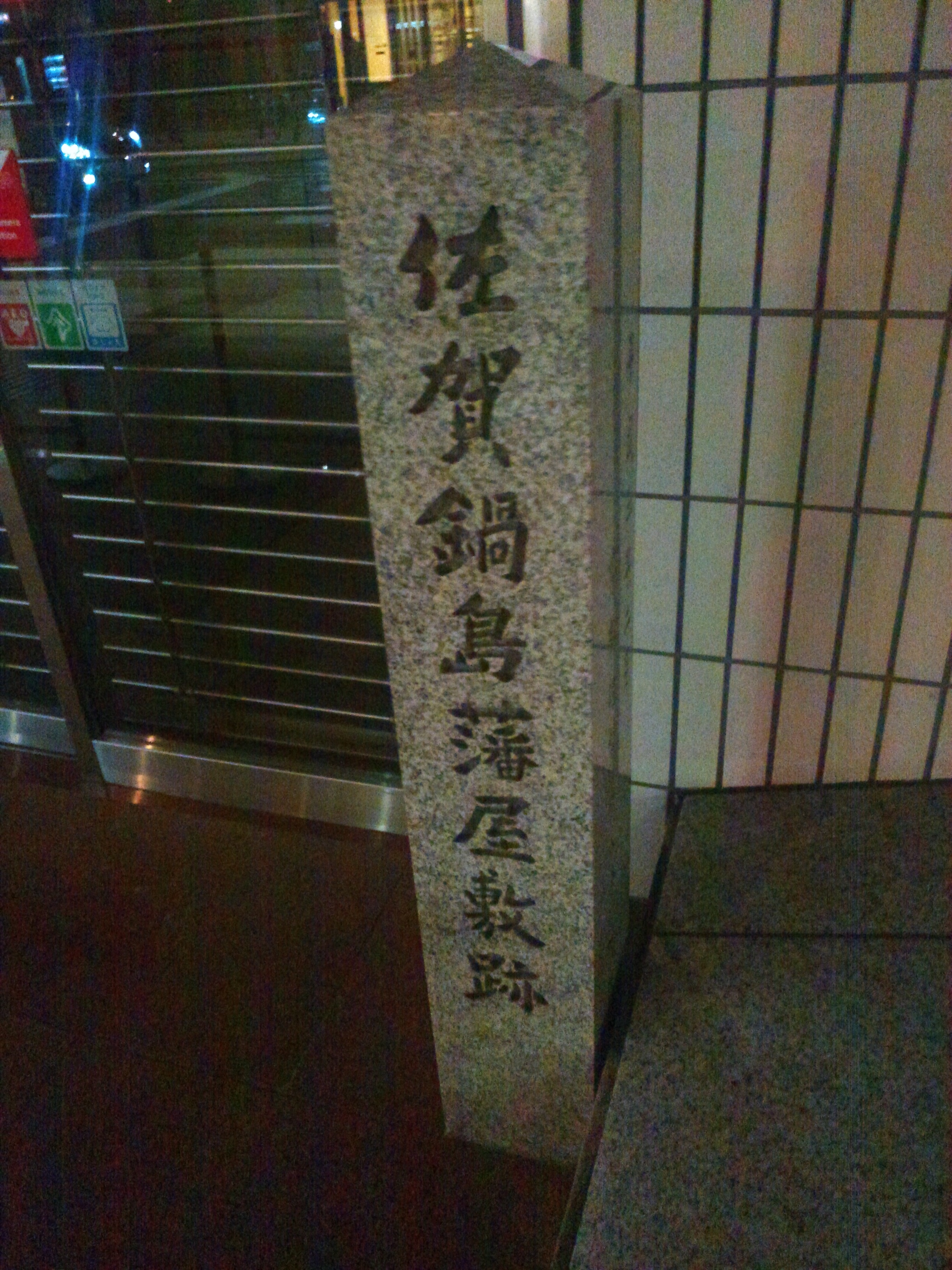
佐賀鍋島藩屋敷跡石碑（京都市下京区）

軍政改革について、文久3年（1862年）9月と10月に評議を行い、従来の「与私」・「備」体制を解体して洋式銃砲隊の編成を指向した。しかし第一次長州戦争で家臣団編成の不備を体験し、慶応元年（1865年）に実戦に即した以下の軍政改革を行った。
- 大組体制を16大組体制から13大組体制へ移行し、長崎警備偏重の火術組中心の編成から、全大組の平均的増強を図った。
- 直臣・陪臣の区別を無くし、全家臣団に火術練熟と銃陣法の採用を命じ、大組頭の相談役として組肝煎を各大組に設置して統制を強化した。
- 領内在地の小身家臣について、伊万里・白石・三根・山辺に火術稽古場を設けて銃体訓練の充実を図った
- 海軍について、船方・船手に分かれていた仕組を統合して実戦向きの体制とした。

第二次長州戦争では筑前まで出陣したが、実戦を体験しなかった。慶応2年（1866年）から3年（1867年）にかけて兵力の増強を図ったが、これは長州藩などが農（商）隊を編成したのに対し、佐賀藩では侍・手明鑓・足軽の次男・三男からの増強を図り、家臣団による統制力を保ったまま軍事力を高めたことに特徴があった。
このように一貫して当時の日本における産業革命を推進してきた佐賀藩は、パリ万国博覧会 (1867年)に出展するなど、日本有数の軍事力と技術力を誇ったが、中央政局に対しては姿勢を明確にすることなく、大政奉還、王政復古まで静観を続けた。また、藩士の他藩士との交流を禁じ、国内でも珍しい「鎖国藩」といわれた。しかし1867年には、藩主直大が新政府から北陸道先鋒に任命されて、佐賀藩兵も戊辰戦争に参加するために東上、江戸における上野戦争などで戦い、その結果、明治政府に多数の人物が登用された。明治維新を推進させた人物を輩出した藩を指す薩長土肥に数えられ、副島種臣、江藤新平、大隈重信、大木喬任、佐野常民らが活躍した。また田中久重等、他藩の有能な人材を積極的に重用し、日本の近代化に貢献した。だが、江藤新平と島義勇は明治7年（1874年）に佐賀の乱を起こし処刑されている。
明治4年（1871年）、廃藩置県により佐賀県となった。藩主の鍋島家は明治2年に華族に列し、明治17年（1884年）の華族令で侯爵に叙せられた。

## 歴代藩主

### 龍造寺家
外様 35万7000石（1600年 - 1607年）
| 代 | 氏名                             | 肖像 | 官位            | 在職期間                            | 享年 | 備考                                          |
| -- | -------------------------------- | ---- | --------------- | ----------------------------------- | ---- | --------------------------------------------- |
| 1  | 龍造寺高房 りゅうぞうじ たかふさ |      | 従五位下 駿河守 | 天正15年 - 慶長12年 1590年 - 1607年 | 22   | 事実上の藩主は龍造寺政家 実権は家老の鍋島直茂 |

### 鍋島家
外様 35万7000石（1607年 - 1871年）
| 代 | 氏名                       | 肖像 | 官位                                      | 在職期間                            | 享年 | 備考                   |
| -- | -------------------------- | ---- | ----------------------------------------- | ----------------------------------- | ---- | ---------------------- |
| 1  | 鍋島勝茂 なべしま かつしげ |      | 従五位下 従四位下 信濃守 侍従             | 慶長12年 - 明暦3年 1607年 - 1657年  | 78   | 龍造寺氏から藩主位継承 |
| 2  | 鍋島光茂 なべしま みつしげ |      | 従四位下 丹後守 侍従                      | 明暦3年 - 元禄8年 1657年 - 1695年   | 69   |                        |
| 3  | 鍋島綱茂 なべしま つなしげ |      | 従四位下 信濃守 侍従                      | 元禄8年 - 宝永3年 1695年 - 1706年   | 56   |                        |
| 4  | 鍋島吉茂 なべしま よししげ |      | 従四位下 丹後守 侍従                      | 宝永3年 - 享保15年 1706年 - 1730年  | 65   | 神代氏から復帰。       |
| 5  | 鍋島宗茂 なべしま むねしげ |      | 従四位下 信濃守 飛騨守 侍従               | 享保15年 - 元文3年 1730年 - 1738年  | 69   | 神代氏から復帰。       |
| 6  | 鍋島宗教 なべしま むねのり |      | 従四位下 丹後守 侍従                      | 元文3年 - 宝暦10年 1738年 - 1760年  | 63   |                        |
| 7  | 鍋島重茂 なべしま しげもち |      | 従四位下 信濃守 侍従                      | 宝暦10年 - 明和7年 1760年 - 1770年  | 38   |                        |
| 8  | 鍋島治茂 なべしま はるしげ |      | 従四位下 肥前守 侍従 左近衛権少将         | 明和7年 - 文化2年 1770年 - 1805年   | 61   | 鹿島藩から転出。       |
| 9  | 鍋島斉直 なべしま なりなお |      | 従四位下 肥前守 侍従                      | 文化2年 - 天保元年 1805年 - 1830年  | 60   |                        |
| 10 | 鍋島斉正 なべしま なりまさ |      | 従四位下 肥前守 侍従 大納言 議定 開拓長官 | 天保元年 - 文久元年 1830年 - 1861年 | 58   |                        |
| 11 | 鍋島茂実 なべしま もちざね |      | 正二位 肥前守 信濃守 侍従 侯爵            | 文久元年 - 明治4年 1861年 - 1871年  | 76   |                        |

## 明治以降の鍋島家当主
1. 直映
2. 直泰
3. 直要
4. 直晶

## 家臣団
佐賀藩の家臣団の序列は、「三家」・「親類」・「親類同格」・「家老」・「着座」・「独礼」・「侍」・「手明鑓」(※本藩と支藩の蓮池藩のみ)・「徒士(歩行)」・「足軽」となっている。これ以外にも、上級家臣と主従関係を有する陪臣や被官といった身分が存在し、小禄の侍や、手明槍以下は日常は農商業に従事して生活を営んでいた。佐賀城下の町人地の地図に、苗字を持った商人が散見されるのはこのためである。

### 上級家臣団
1. 三家（蓮池鍋島家・小城鍋島家・鹿島鍋島家の三支藩）
2. 親類（白石鍋島家・川久保鍋島家・村田鍋島家・村田家）
3. 親類同格：龍造寺四家（諫早家・多久家・武雄鍋島家・須古鍋島家）
4. 家老（横岳鍋島家（石井家）・神代鍋島家・深堀鍋島家・姉川鍋島家・太田鍋島家・倉町鍋島家）
5. 着座（納富鍋島家・山代鍋島家・鍋島左太夫家・石井家・成富家・岡部家・伊万里鍋島家・坂部家・千葉家・岩村家・中野家・大木家・執行家・深江家など概ね18家前後）

### 三家（三支藩）
- 蓮池藩（蓮池鍋島家）
- 小城藩（小城鍋島家）
- 鹿島藩（鹿島鍋島家）

### 親類
- 白石鍋島家（佐賀藩内2万277石（物成8111石）・藩主一門）維新後男爵
鍋島直弘（鍋島勝茂の八男）－直堯－直愈－直右－直賢－直章－直喬－直暠
- 川久保(神代)鍋島家（肥前川久保領1万石（物成4000石）・藩主一門）
神代家良（鍋島直茂の甥、神代長良養子）－鍋島常親－常利－常宣＝直長（鍋島勝茂の十一男）＝直利（鍋島光茂の次男、後の鍋島吉茂）＝直堅（光茂の十五男、後の鍋島宗茂）＝直方（光茂の十八男）－（直恭）－直贇－直興＝直珍（鍋島治茂の十男）＝賢在（鍋島斉直の三男）＝利卿（諫早茂洪の子）＝直寶（賢在の子）
- 村田鍋島家（肥前藩内6000石（物成2400石）・藩主一門）維新後男爵
鍋島茂英（鍋島（川久保）直長の子、鍋島光茂養子）－茂建－茂憲－洪図＝茂徳（鍋島（川久保）直恭の子）－茂啓－茂生
- 村田家（肥前久保田領1万770石（物成4308石）・龍造寺一門） 
村田安良（龍造寺政家の子）－氏久＝政辰（鍋島（白石）直弘の子）＝政盛（鍋島光茂の六男）＝政式（鍋島（白石）直愈の子、不家督）－政賢－政致＝政恒（鍋島（須古）茂偏の子）＝政矩（鍋島茂辰の子）－政匡

### 親類同格
鍋島氏の旧主筋である、龍造寺一門。当初は「親類」としていたが、1699年に村田家以外は新たに「親類同格」となり、「親類」とは差を付けた。
- 諫早家（肥前諌早領2万6201石（物成10480石）・龍造寺一門）維新後男爵

```
龍造寺家晴
（
龍造寺鑑兼
の子）－
諫早直孝
－
茂敬
－
茂真
－
茂門
＝
茂元
（茂門の弟）＝
茂晴
（鍋島（白石）直堯の子、妻は茂元の娘）－
茂行
－
行孝

＝
茂成
（行孝の弟）＝
茂図
（茂成の弟）－（敬輝）（病にて家督を継がず）－
茂洪
－
茂喬
＝
茂孫
（茂喬の弟）＝
武春
（茂喬の子）＝
一学
（茂孫の弟）
```

- 多久家（肥前多久領2万1735石（物成8694石）・龍造寺一門）維新後男爵

```
龍造寺長信
（
龍造寺隆信
の弟）－
多久安順
＝（
茂富
）（
龍造寺家均
の子）－
茂辰
－
茂矩
＝
茂文
（
鍋島光茂
の四男）＝
茂村
（小城藩主
鍋島元武
の子、妻は茂文の娘）
＝
茂明
（鍋島（須古）茂清の子、須古鍋島家相続後多久家を相続、妻は茂文の娘）－
茂堯
－
茂孝
＝
茂鄰
（茂孝の弟）－
茂澄
－
茂族
```

- 武雄鍋島家（肥前武雄領2万1600石（物成8640石）・龍造寺一門）維新後男爵

```
後藤（龍造寺）家信
（
龍造寺隆信
の子）－
鍋島茂綱
－
茂和
－
茂紀
－
茂正
＝
茂昭
（茂正の弟）－
茂明
－
茂順
－
茂義
－
茂昌
```

- 須古鍋島家（肥前須古領8200石（物成3300石）・龍造寺一門）

```
龍造寺信周
（
龍造寺隆信
の異母弟）－
信昭
－
鍋島茂周
－
正辰
－
茂俊
－
茂清
－
茂明
（須古鍋島家相続後、多久家を相続）＝
茂族
（茂清の弟）－
茂訓
－
茂倫
－
茂曹
＝
茂臣
（茂曹の弟）＝
茂真
（
鍋島斉直
の十四男）－
茂朝
```

### 家老
- 横岳鍋島家（石井家・藩主外戚・肥前西郷領7500石（物成3000石）・重臣）

```
鍋島茂里
（
石井信忠
の子、鍋島直茂の婿養子）-茂宗-武興-茂清＝直朗（
鍋島元茂
の次男）-茂和-茂親＝茂延（鍋島（倉町）敬文の子）-茂明
```

- 神代鍋島家（藩主一族・肥前神代領6263石（物成2500石）・重臣）

```
鍋島信房（鍋島直茂の兄）-茂昌-茂貞-嵩就-茂樹-茂快-茂英-茂興-茂真-茂体-茂堯-茂蘇＝茂坤（茂蘇の弟）＝茂元（
鍋島斉直
の子）
```

- 深堀鍋島家（藩主外戚・肥前深堀領6000石（物成2400石）・重臣）

```
深堀純賢
＝
鍋島茂賢
（石井信忠の子、
鍋島茂里
の弟）-茂里-茂春-茂久-茂厚-茂陳-茂雅-茂矩-茂長-茂勲
```

- 倉町鍋島家（佐賀藩内5075石（物成2030石）・重臣）

```
鍋島時重（鍋島清虎の子）-貞村-直広-茂村-茂敬-敬意＝敬近（鍋島（川久保）直贇の子）-恒広-敬武-敬充-敬文-敬哉＝文武（
鍋島斉直
の二十六男）
```

- 姉川鍋島家（藩主一族・肥前藩内5051石（物成2021石）・重臣）

```
鍋島清虎（
鍋島直茂
の従兄弟）-生三（道虎）-茂泰-清良-清長＝清信（
多久茂矩
の子）＝茂之（別名・茂喬、
鍋島光茂
の十六男）-茂親-茂徂-茂郷
＝清央（
鍋島茂順
の子）＝清馨
```

- 太田鍋島家（佐賀藩内4250石（物成1700石）・重臣）[8]

```
太田茂連（
陽泰院
石井氏の娘婿、
鍋島勝茂
の義兄）-茂歳-鍋島茂貞-茂晴-茂道-貞由-茂長＝貞長（茂長の弟）-茂能-茂恒＝茂郷（
多久茂堯
の子）＝茂矩（
多久茂孝
の子）＝茂快（
鍋島斉直
の二十九男）
```

### 着座
- 山代鍋島家（肥前芦原領・2250石）

```
鍋島茂貞（
嵯峨源氏
後裔・山代直の子）-方教-授-信賢-安-次-行-正
```

- 納富鍋島家（譜代・1500石）

```
納富長昭（
龍造寺信周
の子）-孝顕-
```

- 石井家（藩主外戚・譜代・1250石）

```
石井忠繁（
鍋島直茂
正室
陽泰院
の大叔父、直茂の義従兄）＝
茂利
（行武長門守の子、鍋島直茂姪婿）-
茂清
-孝成-常辰-常尚-常与-孝澄-孝知-孝起-孝寛＝孝祖（
鍋島茂辰
の子）-孝善
```

- 成富家（譜代・1500石）

```
成富茂安
=長利（
陽泰院
石井氏の孫、
鍋島勝茂
の甥）=茂陛（龍造寺茂敬の子）-種弘-種恒-種徳-種模-種博-種美-種珍-濶
```

- 千葉家（譜代・1000石）

```
鍋島胤信（
千葉胤連
の子、
鍋島直茂
の義兄）-常貞（鹿江茂次の二男）-常治-常範=常成（常貞の子）
```

- 鍋島左太夫家（藩主一族・1500石）
- 岡部家（藩主外戚・1250石）
- 岡部家（藩主外戚・625石）
- 大木家（775石）
- 坂部家（1000石）
- 執行家（750石）
- 多久家（1000石）
- 伊万里鍋島家（925石）
- 中野家（637.5石）
- 中野家（500石）
- 成松家（500石）
- 原田家（625石）
- 深江家（750石）
- 岩村家（750石）

### 家臣団の特質
旧主龍造寺一族の藩政への関与
龍造寺政家・高房父子の没後も、龍造寺一族は健在であり、領内において広大な所領を有していた。龍造寺系の各家は、豊臣秀吉の九州国割りの際に、直接、秀吉から朱印状を下付されていたため、彼らには、「領地は太閤殿下より直々に安堵されたもので、鍋島家から与えられたものではない」という意識が強かった。それら一族は、鍋島家の藩政のもと、重臣として藩政を左右する枢要にあったが、鍋島家に遠慮して、龍造寺の姓を改めている。村田家・諫早家・多久家・武雄鍋島家・須古鍋島家はいずれも龍造寺一族である。
手明槍
龍造寺隆信の全盛期、北九州一帯の大小名を包括して家臣団がにわかに拡大形成されたが、天正12年(1584年)の沖田畷の戦いにおける隆信の横死により、龍造寺家の勢力が衰退し、支配地は大幅な減少を見せた。にもかかわらず、初期の家臣団をそのまま維持していたため、大きな財政負担になりつつあった。そこで初代藩主鍋島勝茂は、知行50石以下の侍の知行地を召し上げ無役とし、蔵米から禄を支給することにした。
ただし戦時の際には、槍一本具足一領で軍役を担うこととされた。後年に至っては、「手明槍」でも諸役に任じられるようになった。
地方知行制
佐賀藩では、戦国時代の領国支配の形態を色濃く残しており、幕末まで、家臣の多くは知行地を持ち、そこから独自に年貢を徴収し軍役の備えを行ない、家来を養っていた。しかし、藩政時代後期は、藩の財政の逼迫により、知行取りから切米取りの侍が増えた。
上級家臣については、「大配分」と称され、本藩の統一支配ではなく、知行主の自治が行なわれていた。

## 藩校
- 弘道館（1781年）→佐賀市立勧興小学校、佐賀県立佐賀西高等学校
  - 全国の藩校の中で、佐賀藩の落第者への処分は最も厳しく、規定の年齢に合格しなければ、【家禄の減俸】【役方への登用不許可（高い役職には付けない）】【罰金（米の供出）】が課せられる。武芸より学問の方を優先していたため、相当な勉強をしなければならない。だが、試験に合格することが目的になってしまい、本来、学問を学ぶ精神からあまりにかけ離れてしまった為、僅か9年で廃止[9]。
- 医学館（1834年）→好生館（1858年）→県立好生館病院→公立佐賀病院→佐賀県医療センター好生館
- 致遠館（1867年）→佐賀県立致遠館中学校・高等学校（名称借受）

## 主な藩関係者・出身人物
廃藩以降の人物は佐賀県出身の人物一覧を参照。
- 牟田高惇（剣術家）

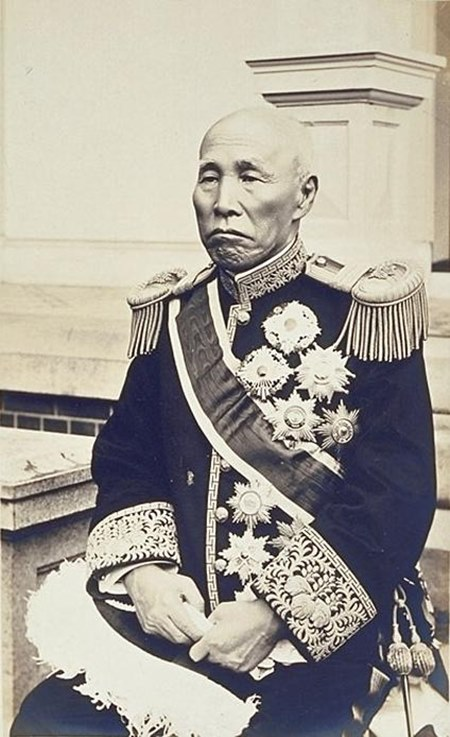
大隈重信

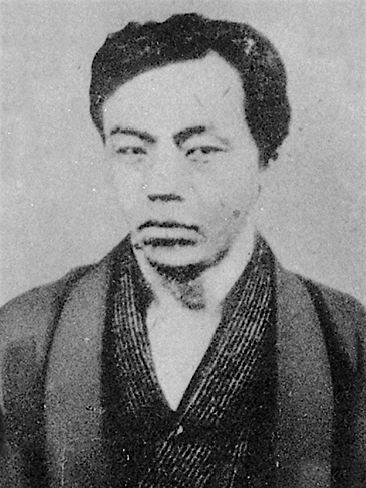
江藤新平

- 古賀精里（学者、寛政三博士の一人、江戸昌平坂学問所教授）
- 古賀穀堂（学者）
- 石井鶴山（漢学者、第8代藩主鍋島治茂の相談役）
- 石井松堂（国学者）
- 石井忠亮（逓信省初代電信局長、錦鶏間伺候、日本国営電話事業の創始者、逓信四天王の一人）
- 武富廉斎（儒学者）
- 武富い南（国学者）
- 大隈重信（元総理大臣・早稲田大学創設者・侯爵）
- 徳久恒範（県知事・貴族院議員・錦鶏間祗候）
- 江藤新平（初代司法卿）
- 島義勇（秋田県権令・侍従）
- 大木喬任（文部卿・東京市長・伯爵）
- 佐野常民（枢密院議長・日本赤十字社創設者・伯爵）
- 枝吉神陽（国学者、義祭同盟主宰）
- 副島種臣（外務卿・書家・伯爵）
- 谷口清八（谷口鉄工場創業者）
- 久米邦武（歴史学者、東京帝国大学教授、早稲田大学教授）
- 本野盛亨（読売新聞創業者、子爵）
- 本野一郎（外務大臣、子爵）
- 中牟田倉之助（海軍中将、初代海軍軍令部長、子爵）
- 田中久重（東芝の創始者） 弓引き童子、萬年自鳴鐘の製作者 幕末から明治期における日本の工業化の功労者
- 石丸安世（工部省の初代電信頭、逓信四天王の一人）
- 志田林三郎（工学博士、物理学者）
- 西岡逾明（裁判官、文人）
- 朝倉尚武（佐賀藩士、軍人）

## 幕末の領地

### 佐賀藩領肥前国
- 三根郡 - 11村
- 佐賀郡のうち - 92村
- 神埼郡のうち - 39村
- 養父郡のうち - 10村
- 小城郡のうち - 22村
- 杵島郡のうち - 50村
- 藤津郡のうち - 18村
- 松浦郡のうち - 36村
- 彼杵郡のうち - 6村
- 高来郡のうち - 39村

上記のほか、明治維新後に釧路国の釧路郡・川上郡・厚岸郡、および千島国の振別郡を管轄したが、後に振別郡は仙台藩に移管された。

### 蓮池藩領
- 肥前国
  - 佐賀郡のうち - 2村
  - 神埼郡のうち - 10村
  - 杵島郡のうち - 8村
  - 藤津郡のうち - 13村
  - 松浦郡のうち - 1村

### 小城藩領
- 肥前国
  - 佐賀郡のうち - 4村
  - 小城郡のうち - 46村
  - 松浦郡のうち - 18村

### 鹿島藩領
- 肥前国
  - 藤津郡のうち - 11村

## 関連文献
- 佐賀藩海軍史（秀島成忠、1917年） - Google ブックス
- 旧佐賀藩の均田制度（小野武夫、1928年） - Google ブックス
- 佐賀藩銃砲沿革史（肥前史談会、1934年） - Google ブックス